# Rysy
Rysy (poljsko: [ˈrɨsɨ] (); slovaško: [ˈrisi]; nemško Meeraugspitze, madžarsko Tengerszem-csúcs) je gora v Visokih Tatrah, v vzhodnem delu gorovja Tatre, ki se razteza med Poljsko in Slovaško. Rysy imajo tri vrhove: srednji je visok 2501 m; severozahodni 2500 m in jugovzhodni 2473 m. Severozahodni vrh je najvišja točka Poljske in spada v Krono poljskih gora (Korona Gór Polski); ostala dva vrhova sta na slovaški strani meje.

## Ime
Strokovnjaki domnevajo, da ime Rysy v poljščini in slovaščini pomeni »praske« ali »razpoke«, kar opisuje značilnosti gorskega terena, kot so žlebovi, bodisi na zahodnih pobočjih grebena Żabie ali na zelo izrazit 500 m visok žleb in številne manjše na severni strani. Na Slovaškem je priljubljena razlaga, da ime izhaja iz množinske besede rysy, kar pomeni »risi«, čeprav življenjski prostor risa ne sega nad gozdno mejo.
Madžarsko ime Tengerszem-csúcs in nemško ime Meeraugspitze pomenita »vrh morskega očesa«. To ime izhaja iz imena ledeniškega jezera, ki se nahaja na severnem vznožju gore, imenovanega »morsko oko« (poljsko Morskie Oko).

## Zgodovina
Prvi znani vzpon sta leta 1840 opravila Ede Blásy in njegov vodnik Ján Ruman-Driečny starejši. Prvi zimski vzpon sta leta 1884 opravila Theodor Wundt in Jakob Harvey.

## Pohod na vrh
Rysy so najvišji vrh v Tatrah, ki je dostopen peš brez planinskega vodnika.
Dostop do vrha je možen s slovaške strani, izhodišče je pri Štrbském pleso in poteka mimo planinska koče Chate pod Rysmi, ki se nahaja na višini 2250 m. Med 1. novembrom in 15. junijem sta pot in koča na slovaški strani zaprti.
Goro je mogoče osvojiti tudi iz poljske strani od jezera Morskie Oko, vendar poteka skozi zahtevnejše terene. Pot vodi od Morskie Oko do Czarny Staw, od tam pa najprej po severnem pobočju in nato po zahodni steni. Zaradi svoje lege je pot lahko pokrita s snegom vse do druge polovice junija in takrat je za vzpon morda potrebna zimska oprema.
Zimski vzpon s poljske strani je zahteven vzpona, zato je priporočljiva uporaba zimske opreme, kot so dereze in cepin. Zimski vzpon je veliko zahtevnejši in nevarnejši zaradi snežnih plazov. Pobočja nad Czarny Staw imajo naklon približno 30 stopinj. V žlebu Rysov pa se naklon poveča do 44 stopinj v zgornjem delu.
Od leta 2007, ko sta Poljska in Slovaška postali del Schengenskega območja leta 2007, je mejo med državama na tem območju mogoče prečkati brez posebnih formalnosti.